# X Games V
X Games V foi uma competição realizada de 25 de junho à 3 de julho de 1999 em San Francisco, Califórnia.
Os esportes incluídos foram wakeboard, street luge, escalada esportiva de velocidade, Skysurf, snowboard Big Air**, skateboard, motocross (ou moto x), aggressive inline e Bicycle Stunt Riding.

## Resultados

### Wakeboard
| Evento              | Ouro                           | Prata                           | Bronze                           |
| ------------------- | ------------------------------ | ------------------------------- | -------------------------------- |
| Wakeboard masculino | Parks Bonifay · Estados Unidos | Darin Shapiro · Estados Unidos  | Brannan Johnson · Estados Unidos |
| Wakeboard feminino  | Maeghan Major · Estados Unidos | Emily Copeland · Estados Unidos | Andrea Gaytan · México           |

### Street Luge
| Evento                          | Ouro                                 | Prata                           | Bronze                          |
| ------------------------------- | ------------------------------------ | ------------------------------- | ------------------------------- |
| Dual Downhill Street Luge       | Dennis Derammelaere · Estados Unidos | Lee Dansie · Estados Unidos     | Biker Sherlock · Estados Unidos |
| Super Mass Downhill Street Luge | David Rogers · Estados Unidos        | Biker Sherlock · Estados Unidos | Sean Slate · Estados Unidos     |

### Skysurf
| Evento  | Ouro                 | Prata                                     | Bronze                                             |
| ------- | -------------------- | ----------------------------------------- | -------------------------------------------------- |
| Skysurf | Alex\Fradet · França | Klaus\Brian Rogers · Suíça Estados Unidos | Oliver Furrer\Marcus Heggli · Suíça Estados Unidos |

### Moto X (Motocross)
| Evento           | Ouro                             | Prata                          | Bronze                        |
| ---------------- | -------------------------------- | ------------------------------ | ----------------------------- |
| Moto X Freestyle | Travis Pastrana · Estados Unidos | Mike Cinqmars · Estados Unidos | Brian Deegan · Estados Unidos |

### Aggressive Inline
| Evento             | Ouro                                                  | Prata                                          | Bronze                                             |
| ------------------ | ----------------------------------------------------- | ---------------------------------------------- | -------------------------------------------------- |
| Vertical masculino | Eito Yasutoko · Japão                                 | Cesar Mora · Austrália                         | Matt Salerno · Austrália                           |
| Vertical feminino  | Ayumi Kawasaki · Japão                                | Fabiola da Silva · Brasil                      | Maki Komori · Japão                                |
| Street masculino   | Nicky Adams · Canadá                                  | Blake Dennis · Austrália                       | Aaron Feinberg · Estados Unidos                    |
| Street feminino    | Sayaka Yabe · Japão                                   | Kelly Matthews · Estados Unidos                | Jenny Curry                                        |
| Vert Triples       | Khris/Bujanda/Boekhorst · França ------ Países Baixos | Mora/Salerno/Budkik · Austrália Estados Unidos | Eito Yasutoko/Takeshi Yasutoko/Maki Komori · Japão |

### Skate
| Evento                | Ouro                                      | Prata                                    | Bronze                                             |
| --------------------- | ----------------------------------------- | ---------------------------------------- | -------------------------------------------------- |
| Vertical masculino    | Bucky Lasek · Estados Unidos              | Andy Macdonald · Estados Unidos          | Tony Hawk · Estados Unidos                         |
| Vert Doubles          | Tony Hawk/Andy Macdonald · Estados Unidos | Bucky Lasek/Brian Patch · Estados Unidos | Rune Glifberg/Mike Crum · Dinamarca Estados Unidos |
| Street/Park masculino | Chris Senn · Estados Unidos               | Pat Channita · Estados Unidos            | Chad Fernandez · Estados Unidos                    |
| Vert Best Trick       | Tony Hawk · Estados Unidos                |                                          | Bob Burnquist · Brasil                             |

### Escalada esportiva de velocidade
| Evento    | Ouro                         | Prata                           | Bronze                       |
| --------- | ---------------------------- | ------------------------------- | ---------------------------- |
| Masculino | Aaron Shamy · Estados Unidos | Chris Bloch · Estados Unidos    | Vladimir Netsvetaev · Rússia |
| Feminino  | Renata Piszczek · Polónia    | Olga Zakharova · Rússia Ucrânia | Etta Hendrawati · Índia      |

### Bicycle Stunt Riding
| Evento                 | Ouro                        | Prata                         | Bronze                        |
| ---------------------- | --------------------------- | ----------------------------- | ----------------------------- |
| Bicycle Dirt Jump      | T.J. Lavin · Estados Unidos | Brian Foster · Estados Unidos | Ryan Nyquist · Estados Unidos |
| Bicycle Stunt Halfpipe | Dave Mirra · Estados Unidos | Jay Miron · Canadá            | Simon Tabron · Reino Unido    |
| Bicycle Stunt Street   | Dave Mirra · Estados Unidos | Jay Miron · Canadá            | Chad Kagy · Estados Unidos    |

### Snowboard Big Air
| Evento                      | Ouro                             | Prata                        | Bronze                           |
| --------------------------- | -------------------------------- | ---------------------------- | -------------------------------- |
| Snowboard Big Air masculino | Peter Line · Estados Unidos      | Ben Hinkley · Estados Unidos | Chris Engelsman · Estados Unidos |
| Snowboard Big Air feminino  | Barrett Christy · Estados Unidos | Tina Dixon · Estados Unidos  | Janet Matthews · Canadá          |

- Apesar de ser uma competição de inverno e ser disputada nos Winter X Games; o snowboard big air foi disputado nos X Games.